# Hồ Thể Lan
Hồ Thể Lan (sinh năm 1938) là Vụ trưởng Vụ Báo chí và là Người Phát ngôn Bộ Ngoại giao Việt Nam từ năm 1987 đến năm 1996.

## Thân thế
- Bà Hồ Thể Lan quê ở làng An Truyền, xã Phú An, huyện Phú Vang, thành phố Huế.
- Bà là con gái của Giáo sư Hồ Đắc Di và là phu nhân của nguyên Phó Thủ tướng Vũ Khoan.
- Năm 1954, bà là một trong 100 học sinh đầu tiên được cử sang Liên Xô học tiếng Nga.

## Suy nghĩ
| “            | "Phóng viên là những người thích tìm hiểu, nên buộc mình phải chạy theo. Càng tiếp xúc với họ, hiểu biết của mình càng được mở ra". Bởi làm người phát ngôn, "nếu muốn nói được một thì phải biết gấp nhiều lần". | ” |
| — Hồ Thể Lan | |   |

| “            | Muốn là người phát ngôn giỏi, trước hết phải là nhà ngoại giao giỏi, phải là người giỏi ngôn ngữ thật sự, nhất là ngôn ngữ bản địa (mà cách học khá hiệu quả là tranh thủ học trong quá trình tiếp xúc), "bởi các phóng viên là những người rất năng động, trước họ mình cũng phải cân trí đấu não". | ” |
| — Hồ Thể Lan | |   |